# Låtsasleken
Låtsasleken (litauiska: Gražuolė) är en sovjetisk-litauisk film från 1970 regisserad av Arūnas Žebriūnas efter ett manus av Jurij Jakovlev. Filmen bygger på boken Igra v krasavitsu av Jakovlev.
Filmen sändes i Sverige i TV 2 den 29 december 1972 som en del av programblocket Jullovsmatiné med Anita och Televinken och radiodubbades i P2.

## Handling
Filmen handlar om den lilla flickan Inga som kallas för vacker av alla sina vänner. En dag kommer det dock en pojke till byn som inte tycker hon är vacker, utan tvärtom – han tycker hon är ful. Inga lär sig sedan att det finns andra saker i världen än sitt utseende.

## Rollista
- Inga Mickytė – Inga
- Lilija Žadeikytė – Ingas mor
- Arvydas Samukas – Viktor
- Tauras Ragalevičius – nykomlingen
- Sergejus Martinsonas – ensam äldre herre med käpp
- Auksė Kokštaitė
- Vaiva Ragauskaitė
- Vaidevutis Mickys
- Nijolė Lepeškaitė – apelsinförsäljare
- Vladas Jurkūnas
- Gediminas Girdvainis
- Mantas Verbėjus
- Gražina Baikštytė